# Ernie Bowering
Ernest George Bowering (30 tháng 3 năm 1891 – 23 tháng 11 năm 1961) là một cầu thủ bóng đá thi đấu cho Tottenham Hotspur, Fulham và Merthyr Town.

## Sự nghiệp
Sau khi thi đấu cho đội trẻ Tottenham Thursday, Bowering gia nhập Tottenham Hotspur nơi tiền vệ cánh trái xuất hiện trong 7 trận đấu ở nửa sau của mùa giải 1911–12. Ông đầu quân cho Fulham vào tháng 10 năm 1912, nơi ông thi đấu một trận trước khi kết thúc sự nghiệp tại Merthyr Town.

## Đời sống cá nhân
Bowering phục vụ tại Royal Navy, Royal Naval Air Service và Royal Air Force trong Thế chiến thứ nhất. Ông kết thúc chiến tranh với cấp hạng Corporal Mechanic.